# 都山荡
都山荡是一个位于中华人民共和国江苏省宜兴市的湖泊，面积约为1.6平方千米，平均水深约为1.1米，蓄水量约为180万立方米。